# Conophis vittatus
Conophis vittatus — вид змій родини полозових (Colubridae). Мешкає в Мексиці і Гватемалі.

## Поширення і екологія
Conophis vittatus мешкають на заході Мексики (на південь від північного Наярита, зокрема в басейні річки Бальсас) та на крайньому заході Гватемали. Вони живуть в різноманітних природних середовищах, зокрема в сухих тропічних лісах, саванах, на луках, полях, пасовищах, в мангрових заростях, поблизу людських поселень. Зустрічаються на висоті до 1000 м над рівнем моря.